# Michel Crouzet

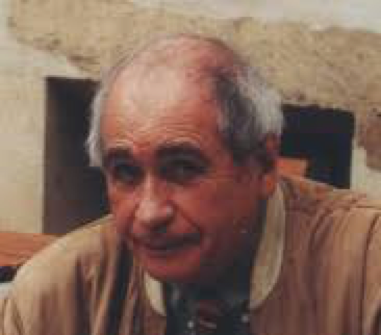
Michel Crouzet

Michel Crouzet (* 7. Januar 1928 in Nantes; † 29. September 2023 in Paris) war ein französischer Romanist und Literaturwissenschaftler.

## Leben
Michel Crouzet war Schüler der École normale supérieure. 1951 bestand er die Agrégation im Fach Lettres. Wissenschaftlich spezialisierte er sich auf Stendhal. In den Jahren 1960 bis 1968 veranstaltete er Ausgaben Stendhalscher Werke. 1979 habilitierte er sich an der Sorbonne mit der Thèse Littérature et politique chez Stendhal (erschienen unter dem Titel Raison et déraison chez Stendhal. De l'idéologie à l'esthétique. 2 Bde. Lang, Frankfurt am Main 1984). Von 1981 bis 2021 veröffentlichte er 25 weitere Bücher über Stendhal, daneben 2012 ein Buch über die französischen Romantiker. Er war Schriftleiter der Zeitschrift H.B. Revue internationale d'études stendhaliennes (1997 ff.). 2008 erhielt er den Kritikerpreis der Académie française. Crouzet lehrte an den Universitäten Clermont-Ferrand (als Maître-Assistant), Lille, Amiens und Sorbonne (als Professor).
Crouzet war von 1947 bis 1958 Mitglied der Kommunistischen Partei Frankreichs, von der er wegen Kritik an der Parteilinie ausgeschlossen wurde.

## Veröffentlichungen
- Stendhal et le langage. Gallimard, Paris 1981. (Prix Bordin der Académie française)
- Stendhal et l'italianité. Essai de mythologie romantique. J. Corti, Paris 1982. Slatkine, Genf 2006.
- "La Vie de Henri Brulard" ou l'Enfance de la révolte. J. Corti, Paris 1982. Eurédit, Paris 2014.
- Essai sur la genèse du romantisme. Flammarion, Paris 1983–1986. Slatkine, Genf 2009.
  - 1. La poétique de Stendhal. 1983.
  - 2. Le naturel, la grâce et le réel dans la poétique de Stendhal. 1986
- Nature et société chez Stendhal. La révolte romantique. Presses universitaires de Lille, Villeneuve-d’Ascq 1985. Eurédit, Paris 2019.
- Quatre études sur Lucien Leuwen: le jeu, l'or, l'orviétan, l'absolu. SEDES, Paris 1985.
- Le Héros fourbe chez Stendhal ou Hypocrisie, politique, séduction, amour dans le beylisme. SEDES, Paris 1986. Eurédit, Paris 2017.
- Stendhal ou Monsieur moi-même. Flammarion, Paris 1990, 1999. (Biographie)
  - M. Myself ou La vie de Stendhal. Nouvelle version. Kimé, Paris 2012.
- "Le rouge et le noir". Essai sur le romanesque stendhalien. Presses universitaires de France, Paris 1995. Eurédit, Paris 2012.
- Le roman stendhalien. "La chartreuse de Parme". Paradigme, Orléans 1996.
- "Lucien Leuwen". Le mentir vrai de Stendhal. Paradigme, Orléans 1999.
- Rire et tragique dans "La chartreuse de Parme". Eurédit, Paris 2000, 2006.
- Stendhal: la politique, l'éros, l'esthétique. Eurédit, Paris 2003.
- Stendhal en tout genre. Essais sur la poétique du moi. H. Champion, Paris 2004. (Sammelschrift)
- Mérimée-Stendhal: roman, nouvelle. Eurédit, Paris 2008.
- Stendhal et l'Amérique. 1. l'Amérique et la modernité. De Fallois, Paris 2008.
- Regards de Stendhal sur le monde moderne. Kimé, Paris 2010.
- Stendhal et l'Amérique. 2. Stendhal et le désenchantement du monde. Classiques Garnier, Paris 2011.
- Parcours dix-neuviémiste: Courier, Latouche, Musset, Gautier, Nerval, Flaubert, Hugo, les Goncourt, Barbey d'Aurevilly, Maupassant, Bourget. Eurédit, Paris 2012.
- Quatre essais sur "Le rouge et le noir". Eurédit, Paris 2013.
- Stendhal: héroïsme, nation, religion. Eurédit, Paris 2015. (Sammelschrift)
- "L'éducation sentimentale" et la confusion des genres: ironie, histoire, roman. Eurédit, Paris 2017.
- Stendhal: romanesque et romantisme. Eurédit, Paris 2019. (Sammelschrift)
- Stendhal, le coup de poignard italien suivi de Stendhal et le récit tragique. Eurédit, Paris 2021.